# Star 1444
Star 1444 – wojskowy samochód ciężarowy będący odmianą MAN TGM, oferowany Wojsku Polskiemu pod marką Star.

## Historia
W latach 80. XX wieku stwierdzono, że dotąd masowo używane w Wojsku Polskim ciężarówki Star 266 nawet po unowocześniających modernizacjach są konstrukcjami przestarzałymi. Podjęto więc w przedsiębiorstwie Star prace nad ich następcami. W wyniku tych prac powstało kilka samochodów: Star 1144, a kilka lat później Star 1344 i Star 1366. Jednakże ostatecznie żaden z wymienionych prototypów nie trafił do produkcji.
W drugiej połowie lat 90. XX wieku w firmie Star postanowiono przygotować całkowicie nową generację ciężarówek dla Wojska Polskiego. Nową generację początkowo reprezentowały trzy samochody: Star 944, Star 1266 i Star 1466, jednakże do produkcji skierowano tylko 944 i 1466.
17 grudnia 1999 roku MAN SE kupił część firmy Star odpowiedzialną za produkcję samochodów ciężarowych, przejmując produkcję samochodów Star 944 i Star 1466. W związku z tym przeprowadzono proces „MAN-izacji” wyrobów, zastępując dużą część elementów tymi produkcji MAN. Star 944 stał się następnie podstawowym samochodem ciężarowo-terenowym służącym do transportu żołnierzy nowo kupowanym przez Wojsko Polskie. 
Mimo systematycznych zakupów modelu 944 przez polskie siły zbrojne, koncern MAN w ramach wewnętrznej polityki zdecydował o zakończeniu montażu ciężarówek w zakładach w Polsce – najpierw szosowych, a do 2007 roku także terenowych. W konsekwencji w latach 2006-2007 zaprzestano produkcji modeli 1466 i 944, a ich następcę opracowano już za granicą i tam miał być produkowany (w austriackich zakładach Steyr). Konstrukcję oparto na nowej ciężarówce MAN TGM, a ze względów marketingowych na polski rynek nazwano ją Star 1444 (numer modelu oznacza samochód 14-tonowy o napędzie 4×4).
Do tamtej pory, z odbiorców wojskowych, uterenowiony MAN TGM 13.240 4×4 BL o dopuszczalnej masie całkowitej 13 ton, z silnikiem 240 KM i tylnym zawieszeniem powietrznym, był dostarczany tylko od 2006 roku dla armii austriackiej. Zgodnie z wymaganiami, Polsce zaoferowano cięższy model, o lepszych walorach terenowych, bazujący na 17/18-tonowym TGM 18.240/280/330 4×4 BB, z zawieszeniem mechanicznym. Oprócz tego producent zaproponował samochody modelu BL, z tylnym zawieszeniem powietrznym, jako bardziej odpowiednie do zabudów specjalnych z uwagi na lepsze tłumienie drgań. Prototyp Star 1444 4×4 BB, w wykonaniu z długą kabiną, zademonstrowano na salonie MSPO w Kielcach w 2007 roku.

## Konstrukcja
Star 1444 jest pojazdem wysokiej mobilności taktycznej. Podwozie wykonano z wytrzymałej, hartowanej termicznie stali. Zawieszenie w wariancie 1444 4x4 BB jest w pełni mechaniczne, oparte na parabolicznych resorach piórowych i teleskopowych amortyzatorach hydraulicznych z tyłu uzupełnionych stabilizatorem. Natomiast wariant 1444 4x4 BL z przodu posiada zawieszenie hydrauliczne, z tyłu zaś powietrzne. Możliwe są wersje o rozstawie osi 3600, 3900, 4200 i 4500 mm.
Napędem samochodu są silniki wysokoprężne z serii D0836, 6 cylindrowe, rzędowe o pojemności 6,871 l, z turbodoładowaniem oraz systemem wtrysku common rail. Wariant 1444 4x4 BB wyposażono w silnik D0836 LFL40 o mocy 280 KM przy 2400 obr./min. Natomiast 1444 4x4 BL o mocy 240 KM przy 2400 obr./min. Ponadto producent proponował także wariant z silnikiem o mocy 326 KM. Wszystkie proponowane silniki spełniają normę czystości spalin Euro 3, jednakże możliwe jest ich dostosowanie do spełnienia normy Euro 4.
Star 1444 posiada mechaniczną, 9-biegową skrzynię biegów (9 biegów do przodu, 1 do tyłu) Eaton 8309. Opcjonalnie proponowano skrzynię automatyczną ZF 12AS1210OD MAN TipMatic. Prędkość maksymalna, ograniczona elektronicznie, wynosi 88 km/h.
Star 1444 posiada elektronicznie sterowany układ hamulcowy z ABS, specjalnie przystosowany do jazdy w trudnym terenie i opiera się wyłącznie na hamulcach bębnowych. Ogumienie w modelu terenowym jest pojedyncze, o wymiarach 14.00R20.
W Starze 1444 przewidziano możliwość montażu trzech typów kabin, odchylanych hydraulicznie: 
- kabina krótka, dzienna C o długości 1620 mm,
- kabina długa L o długości 2280 mm, z leżanką
- kabina wydłużona, czterodrzwiowa, przeznaczona dla 7 osób (6+1)[1]

Ładowność pojazdu na drogach utwardzonych wynosi 7000 kg, a w terenie 5000/5500 kg.
Opcjonalnie zaproponowano m.in. montaż: niezależnego ogrzewania postojowego, wciągarki hydraulicznej, centralnego systemu pompowania kół, klimatyzacji, stanowiska strzeleckiego na dachu z obrotnicą i km kal. 7,62 lub 12,7 mm.

## Warianty

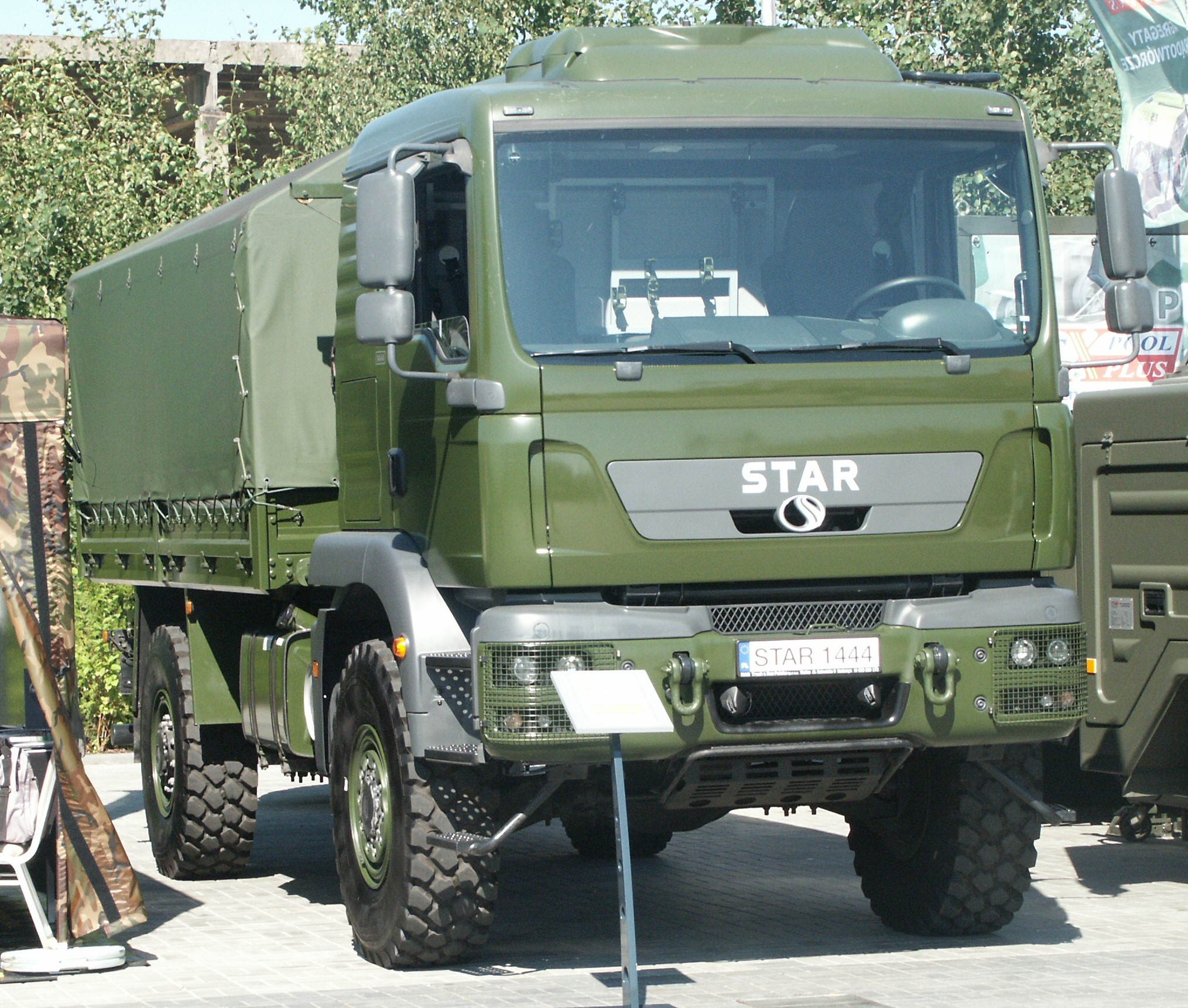
Skrzyniowy Star 1444 4x4 BB z długą kabiną prezentowany na MSPO 2009

- Star 1444 4x4 BB (oparty na MAN TGM 18.280 BB 4x4) – wariant z pełnym zawieszeniem mechanicznym (zaprezentowany z długą kabiną typu L o długości 2280 mm i tradycyjną skrzynią ładunkową, wyposażony w silnik o mocy 280 KM)[3][4].
- Star 1444 4x4 BL (oparty na MAN TGM 13.240 BL 4x4) – wariant z powietrznym zawieszeniem z tyłu (zaprezentowany z wydłużoną, czterodrzwiową kabiną, wyposażony w silnik o mocy 240 KM)[3][4].

Powyższe warianty mogły być wyposażone także w inne kabiny i silniki.

## Star 1444 w Wojsku Polskim
W roku 2008 Wojsko Polskie zakupiło dwie demonstracyjne ciężarówki Star 1444. Wariant Star 1444 4x4 BB przekazano do GROM, a wariant Star 1444 4x4 BL do WITU.
Przez kolejne lata Wojsko Polskie nie ogłosiło przetargu na wybór kolejnego typowego samochodu ciężarowego średniej ładowności i nie zamawiało ciężarówek produkcji MAN.